# Dorothy Moulton-Mayer
Dorothy Moulton-Mayer (* 1886 in Crouch End, London; † 1974) war eine englische Sängerin und Biographin.

## Leben
Sie heiratete im Jahr 1919 den Unternehmer und Philanthropen Robert Mayer. Nach Abschluss ihres Gesangsstudiums wurde Moulton-Mayer 1923 Erste Sängerin in Wien und bekam Engagements in Salzburg, Budapest und Amerika. Gemeinsam mit ihrem Mann widmete sich Moulton-Mayer auch der Förderung des musikalischen Nachwuchses und die beiden begründeten 1923 gemeinsam die „Orchesterkonzerte für Kinder“.
Seit den fünfziger Jahren arbeitete Moulton-Mayer auch als Autorin. Sie veröffentlichte Biographien unter anderem über Luise von Savoyen, Marie-Antoinette sowie über den Geigenvirtuosen Louis Spohr.

## Werke
- The forgotten Master. The life & times of Louis Spohr, London 1959.
- The great regent: Louise of Savoy, 1476–1531, New York 1966.
- The tragic queen: Marie Antoinette, London 1968 (Deutsch: Menuett und Marseillaise. Das Leben der Marie-Antoinette, Erzherzogin von Österreich und Königin von Frankreich, Hamburg 1969)
- Angelica Kauffmann, R.A. 1741–1807. A Biography, Gerrards Cross 1972.
- Memories of A.E., Gerrards Cross 1978.